# Indépendance Cha Cha
«Indépendance Cha Cha» es una canción compuesta en 1960 por Thomas Kanza y Joseph "Le Grand Kallé" Kabasele para celebrar la independencia de la República Democrática del Congo, antiguo Congo Belga. Fue popularizada e interpretada por el grupo African Jazz. La canción está en lingala, tshiluba y kikongo, con algunas palabras en francés. 

## Historia
El texto contiene una lista de todos los nombres de los políticos que asistieron a la mesa redonda belga-congoleña destinada a preparar la independencia del Congo Belga. Thomas Kanza, uno de los primeros congoleños en estudiar en una universidad europea, le dio esta lista a los cantantes Grand Kallé y Tabu Ley Rochereau y el guitarrista Dr. Nico comenzó a improvisar con su guitarra.

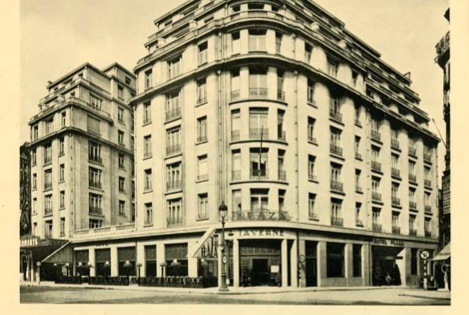
Hotel Le Plaza, lugar donde se grabó la canción.

El 30 de junio de 1960, el Congo Belga obtuvo su independencia bajo el nombre de República del Congo. Los nuevos políticos se trasladaron al bar del Hotel Plaza en Bruselas (donde tocaba African Jazz) y cantaron esta canción.
En este día, Independence Cha Cha fue lanzado en un vinilo de 45 rpm. El lado B del sencillo fue la canción Na Weli Boboto.

| Refrain Indépendance cha-cha tozuwi ye! Oh Kimpwanza cha-cha tubakidi Oh Table Ronde cha-cha ba gagner o! Oh Lipanda cha-cha tozuwi ye! | Estribillo ¡Hemos conseguido la independencia! Ahora somos libres ¡Ganamos en la mesa redonda! ¡Viva la independencia que hemos conseguido! |